# سرن‌لی (دمیراوزو)
سرن‌لی (به ترکی استانبولی: Serenli) (به کردی: Pekesî) یک منطقهٔ مسکونی در ترکیه است که در دمیراوزو واقع شده‌است. سرن‌لی ۲۳۰ نفر جمعیت دارد.